# Louisianaterritoriet

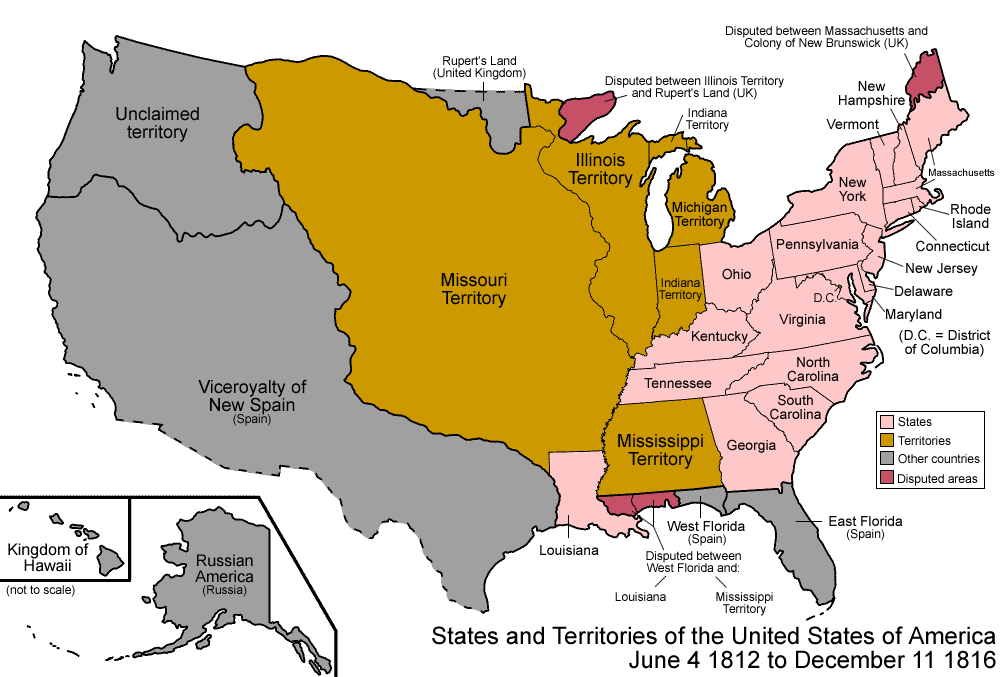
Missouriterritoriet och staten Louisiana 1812.

Louisianaterritoriet var den norra och större delen av franska Louisiana som USA förvärvade genom Louisianaköpet 1803.

## Louisianaterritoriet
Territoriet organiserades 1805, när det tidigare oorganiserade Louisianadistriktet fick ställning som unionsterritorium. Redan strax efter förvärvet hade det nyförvärvade landet delats i Orleansterritoriet omfattande större delen av den blivande delstaten Louisiana och det ovannämnda distriktet. 

## Missouriterritoriet
När Louisiana blev en delstat 1812 döptes återstoden av Louisianaterritoriet om till Missouriterritoriet för att undvika sammanblandning med den nya staten.